# Johan Dietrich Wilhelm Westenholz
Johan Dietrich Wilhelm Westenholz (født 9. april 1730 i Eimbeck nord for Gøttingen, død 18. december 1794) var en var en tyskfødt dansk præst.
Året efter sønnens fødsel blev faderen, Johann Carl Friedrich Westenholz, kaldet til kantor og konrektor i Wilster. Drengen blev undervist i forskellige skoler og måtte efter faderens tidlige død døje trange kår. I 1752 drog han til universitetet i Gøttingen, hvor han studerede i 3 år. Omtrent 1760 kom han til Danmark som huslærer på Overgaard hos landsdommer, konferensråd Frederik von Arenstorff. I 1766 ordineredes han til kapellan hos præsten i Gjerlev, Randers Amt. Medens han var kapellan, lærte han præstedatteren fra Borup (ved Randers) Karen Hee (død i juli 1800 i Nykøbing Mors) at kende; han ægtede hende 1772, men ægteskabet gav anledning til, at han måtte fratræde sit embede. I 1775 blev han sognepræst i Solbjerg og Sundby på Mors, men forflyttedes allerede året efter til Sejerslev med annekser, ligeledes på Mors, hvor han tillige var herredsprovst. Westenholz har vundet et navn som landøkonomisk forfatter. To afhandlinger af ham vandt Landvæsenskollegiets præmier. Af disse skrifter vakte især det Om Aarsagerne, som hindre Folkemængdens Tiltagelse i Bondestanden (1772) betydelig opmærksomhed; det vidner om forfatterens inderlige medfølelse med bondens fortrykte kår. Det blev trykt og uddelt ved offentlig foranstaltning.